# Apuela
Apuela es una parroquia perteneciente al cantón Cotacachi ubicada en la Zona de Intag, en la provincia de Imbabura, Ecuador.

## Historia
Es el eje de la región. De aquí se va al resto de las poblaciones y parroquias. 
En la pequeña iglesia se venera a la hermosa y antigua escultura del Señor de Intag. 
En Apuela se produce la mejor naranja de la zona. Es una progresista y rica parroquia. 
Está junto a los ríos Toabunche y el Apuela que al juntarse un poco al occidente, forman el Río Grande de Intag.	 

## Ubicación geográfica
La parroquia de Apuela se encuentra al noroeste del Ecuador, ubicada en la zona de Intag, cantón Cotacachi, provincia de Imbabura.
- Límites:

Al norte con las parroquias de Cuellaje e Imantag; al sur con Plaza Gutiérrez y Vacas Galindo; al este con Imantag y al oeste con Peñaherrera.

## Altitud, clima e hidrografía
Se encuentra en su mayor parte en plena zona andina de la cordillera occidental, al pie del Cotacachi. Se asienta entre los 1.600 y 2.000 metros de altitud; su clima es templado, subandino y subtropical. Tiene páramos. Las precipitaciones medias anuales de lluvia van desde 1000 a 3000 milímetros, la temperatura promedio de 18°.
Sus principales ríos son el Apuela y el Toabunche.
La extensión de la parroquia es de 220,8 km². (INEC 2000)

## Distancias
Las distancias y tiempos entre Apuela y Cotacachi son de 60 km. y 2h30; entre Apuela y Otavalo, 55 km. y 2h.15; y entre Apuela, Selva Alegre y Otavalo, 2:00 horas, aproximadamente.

## Atractivos y Eventos Importantes
- El Apuc- Hila, ubicado en la loma de Pueblo Viejo
- Feria , domingo.
- Ruta de  caminata.    Pucara, Cazarpamba, Irubi, Guamirla, Piñan
- Ríos cristalinos.
- Trapiches.

## Comunidades
- Cazarpamba
- Irubí
- Guamirla
- La Colonia
- La Esperanza
- Pucará Alto
- Pueblo Viejo
- Puranquí

- Datos: Q13189141
- Multimedia: Apuela / Q13189141